# Gimnastică la Jocurile Olimpice de vară din 2020 - Bârnă feminin
Proba feminină de gimnastică bârnă de la Jocurile Olimpice de vară din 2020 a avut loc în perioada 25 iulie-3 august 2021 la Ariake Gymnastics Centre.

## Program
Orele sunt ora Japoniei (UTC+9) 
| Data                    | Timp                          | Etapă                                                                           |
| ----------------------- | ----------------------------- | ------------------------------------------------------------------------------- |
| Duminică, 25 iulie 2021 | 10:00 11:50 15:10 17:05 20:20 | Subdiviziunea 1 Subdiviziunea 2 Subdiviziunea 3 Subdiviziunea 4 Subdiviziunea 5 |
| Marți, 3 august 2021    | 17:50                         | Finala                                                                          |

## Rezultate

### Calificări
| Loc | Gimnastă              | Dificultate | Execuție | Penalizare | Total  | Rezultat |
| --- | --------------------- | ----------- | -------- | ---------- | ------ | -------- |
| 1   | Guan Chenchen (CHN)   | 6,9         | 8,033    |            | 14,933 | C        |
| 2   | Tang Xijing (CHN)     | 6,2         | 8,133    |            | 14,333 | C        |
| 3   | Sunisa Lee (USA)      | 6,2         | 8,000    |            | 14,200 | C        |
| 4   | Larisa Iordache (ROU) | 6,2         | 7,933    |            | 14,133 | C R      |
| 5   | Lu Yufei (CHN)        | 6,0         | 8,100    |            | 14,100 | –        |
| 6   | Ellie Black (CAN)     | 6,3         | 7,800    |            | 14,100 | C        |
| 7   | Simone Biles (USA)    | 6,5         | 7,566    |            | 14,066 | C        |
| 8   | COR                   | 5,8         | 8,200    |            | 14,000 | C        |
| 9   | Flávia Saraiva (BRA)  | 5,9         | 8,066    |            | 13,966 | C        |
| 10  | Zhang Jin (CHN)       | 6,0         | 7,966    |            | 13,966 | –        |
| 11  | Ou Yushan (CHN)       | 5,9         | 8,033    |            | 13,933 | –        |
| 12  | Urara Ashikawa (JPN)  | 5,9         | 8,000    |            | 13,900 | R1 S     |
| 13  | COR                   | 5,6         | 8,266    |            | 13.866 | R2       |
| 14  | Sanne Wevers (NED)    | 5,8         | 8,066    |            | 13,866 | R3       |

Rezerve
Rezervele pentru finala la bârnă:
1. Urara Ashikawa (JPN) – chemată în urma retragerii Larisei Iordache [2]
2. Viktoria Listunova (COR)
3. Sanne Wevers (NED)

### Finala
| Loc | Gimnastă                 | Dificultate | Execuție | Penalizare | Total  |
| --- | ------------------------ | ----------- | -------- | ---------- | ------ |
| 1   | Guan Chenchen (CHN)      | 6,6         | 8,033    |            | 14,633 |
| 2   | Tang Xijing (CHN)        | 6,0         | 8,233    |            | 14,233 |
| 3   | Simone Biles (USA)       | 6,1         | 7,900    |            | 14,000 |
| 4   | Ellie Black (CAN)        | 6,2         | 7,666    |            | 13,866 |
| 5   | Sunisa Lee (USA)         | 6,4         | 7,466    |            | 13,866 |
| 6   | Urara Ashikawa (JPN)     | 5,9         | 7,833    |            | 13,733 |
| 7   | Flávia Saraiva (BRA)     | 5,7         | 7,433    |            | 13,133 |
| 8   | Vladislava Urazova (COR) | 5,0         | 7,733    |            | 12,733 |